# Colostygia albigirata
Colostygia albigirata là một loài bướm đêm trong họ Geometridae.